# Edy Brambila
Edy Germán Brambila (Tepic, Nayarit; 15 de enero de 1986) es un futbolista mexicano que juega en la posición de delantero o extremo, y actualmente no está registrado en ningún equipo.

## Trayectoria
En su debut con el Club de Fútbol Pachuca fue contra el Club Deportivo Cruz Azul con un marcador favorable para el contrario, Edy Brambila duró poco más de tres años en los Tuzos del Pachuca, después se fue una semestre con el Club León.
Después de terminar la temporada con León, regresó a Pachuca. En 2010 fue cambiado al equipo del Club Deportivo Toluca, más conocidos como los Diablos Rojos.
Duró dos años con Toluca y fue prestado un año al Atlas de Guadalajara, en junio de 2015 venció el préstamo y regresó a los Diablos Rojos donde desplegó un buen nivel y a inicios del 2017 pasa a Cafetaleros donde juega por un año y medio siendo campeón del Clausura 2018 en la Liga de Ascenso, en ese año ficha para el FC Juárez, saliendo del equipo en 2020.

## Clubes
| Club                     | País                | Año       | Partidos | Goles | Media |
| ------------------------ | ------------------- | --------- | -------- | ----- | ----- |
| C. F. Pachuca            | México              | 2006-2010 | 62       | 6     | 0.1   |
| C. León                  | México              | 2011      | 6        | 1     | 0.17  |
| C. F. Pachuca            | México              | 2011-12   | 37       | 0     | 0     |
| D. Toluca F. C.          | México              | 2012-14   | 57       | 5     | 0.09  |
| Atlas F. C.              | México              | 2014-15   | 35       | 4     | 0.11  |
| D. Toluca F. C.          | México              | 2015-16   | 34       | 1     | 0.03  |
| Cafetaleros de Tapachula | México              | 2017-18   | 57       | 5     | 0.09  |
| F. C. Juárez             | México              | 2018-20   | 42       | 3     | 0.07  |
| Total en su carrera      | Total en su carrera | 2006-Act. | 330      | 25    | 0.08  |

 Actualizado el 10 de agosto de 2019.

## Palmarés

### Campeonatos nacionales
Campeón de la copa sudamericaa en 2006

| Título                     | Club        | País   | Año           |
| -------------------------- | ----------- | ------ | ------------- |
| Primera División de México | Pachuca     | México | Clausura 2006 |
| Primera División de México | Pachuca     | México | Clausura 2007 |
| Ascenso MX                 | Cafetaleros | México | Clausura 2018 |
| Final Temporada 2017-18    | Cafetaleros | México | 2018          |

### Campeonatos Internacionales
| Título                           | Club    | País   | Año     |
| -------------------------------- | ------- | ------ | ------- |
| Copa Sudamericana                | Pachuca | México | 2006    |
| Liga de Campeones de la Concacaf | Pachuca | México | 2007    |
| Liga de Campeones de la Concacaf | Pachuca | México | 2008    |
| Liga de Campeones de la Concacaf | Pachuca | México | 2009-10 |